# Zelotes semibadius
Zelotes semibadius är en spindelart som först beskrevs av Ludwig Carl Christian Koch 1878.  Zelotes semibadius ingår i släktet Zelotes och familjen plattbuksspindlar.
Artens utbredningsområde är Azerbajdzjan. Inga underarter finns listade i Catalogue of Life.